# Ramygala
Ramygala è una città della Lituania, situata nella contea di Panevėžys.